# 阿啄仔
阿啄仔，一般寫作阿凸仔、阿督仔、阿噣仔、阿斗仔或阿抖仔，或是用國語諧音為阿兜阿，是臺語之中對白人族群的特有稱呼，意義接近於外國人。

## 概略
阿啄仔在臺灣是一個被普遍使用於稱呼白人的詞彙。台語中「啄鼻」（ 或 ），被用來形容鹰钩鼻，指鼻子高而前端尖。因歐美人士鼻樑普遍較為高挺，前端較尖，因此被為阿啄仔。其使用者大多認為該詞並無貶抑之意，但有些人（尤其是被冠以該稱呼之族群中）則抱持反對意見。

## 同義詞
- 啄鼻仔[15]

## 相關作品

### 歌曲
- 黑名單工作室〈台北帝國〉(1989年)[16]

## 外部連結
- 劉建仁. . 台灣話的語源與理據（劉建仁著）. 2011-03-18  [2017-01-11]. （原始内容存档于2020-09-16）.